# Barrio de Nuevo León
Barrio de Nuevo León är en ort i Mexiko.   Den ligger i kommunen Cuautlancingo och delstaten Puebla, i den sydöstra delen av landet, 100 km öster om huvudstaden Mexico City. Barrio de Nuevo León ligger 2 173 meter över havet och antalet invånare är 2 067.
Terrängen runt Barrio de Nuevo León är en högslätt. Runt Barrio de Nuevo León är det mycket tätbefolkat, med 1 573 invånare per kvadratkilometer. Närmaste större samhälle är Puebla de Zaragoza, 10,7 km sydost om Barrio de Nuevo León. Omgivningarna runt Barrio de Nuevo León är en mosaik av jordbruksmark och naturlig växtlighet.